# Francisco Javier Mina
Francisco Javier Martín Mina Larrea (Olite, 6 juli 1789 – Pénjamo, 11 november 1817) was een Spaans militair. Hij vocht als guerrillastrijder in de Spaanse Onafhankelijkheidsoorlog. Later koos hij de kant van Mexico in de Mexicaanse Onafhankelijkheidsoorlog.

## Jeugd
Mina is geboren in Navarra als zoon van een rijke boer. Hij studeerde Latijn, wiskunde en geesteswetenschappen aan het Seminarie van Pamplona.

## Spaanse Onafhankelijkheidsoorlog
Toen Spanje in 1809 door Franse troepen onder leiding van Napoleon werd bezet, vluchtte Mina naar de heuvels. Hij verzamelde een groep van 10 guerrillastrijders om zich heen, waarmee hij aanvallen op de Fransen uitvoerde. Binnen een jaar groeide deze groep uit tot 1200 soldaten en 150 ruiters.
In 1810 werd hij gevangengenomen. Hij werd vastgehouden in het Kasteel van Vincennes. In april 1814 werd hij vrijgelaten.
Als beloning voor zijn inspanningen werd hij in de rang van kolonel verheven door koning Ferdinand VII.

## Mexicaanse Onafhankelijkheidsoorlog
Toch was Mina tegenstander van de Spaanse kroon. Hij wilde dat het land meer democratisch bestuurd werd. Nadat hij betrokken was geweest bij de planning van een staatsgreep moest hij vluchten. Hij ging naar Frankrijk, het land dat hij eerder bestreden had.
In Engeland maakte hij contact met Latijns-Amerikaanse onafhankelijkheidsstrijders. Servando Teresa de Mier overtuigde hem ervan dat hij Spanje in de koloniën kon bestrijden.
In 1816 viel hij met drie schepen de Spanjaarden aan in de Golf van Mexico. Hij zette een basis op op het eiland Galveston. In april 1817 trok hij met de Franse piraat Louis Michel Aury en met 250 man naar het zuiden. Hij hoopte zich bij de troepen van Guadalupe Victoria te voegen. Ze behaalden verschillende overwinningen, maar uiteindelijk werden ze verslagen door commandant Joaquin Arredondo.
Mina ontsnapte. Hij voegde zich bij de Mexicaanse rebellen die in het zuiden vochten. In oktober 1817 werd hij weer gevangen. Hij werd geëxecuteerd door een vuurpeloton.